# Berthold II de Bucheck
Berthold de Bucheck (12?? - Molsheim, 1353) entra dans l’Ordre Teutonique, où déjà son père, le comte Henri de Bucheck, localité proche de Soleure, s’était fait admettre à la fin de sa vie. Très vite, d’importantes missions vont lui être confiées, et il devint Commandeur à Coblence.

## Biographie

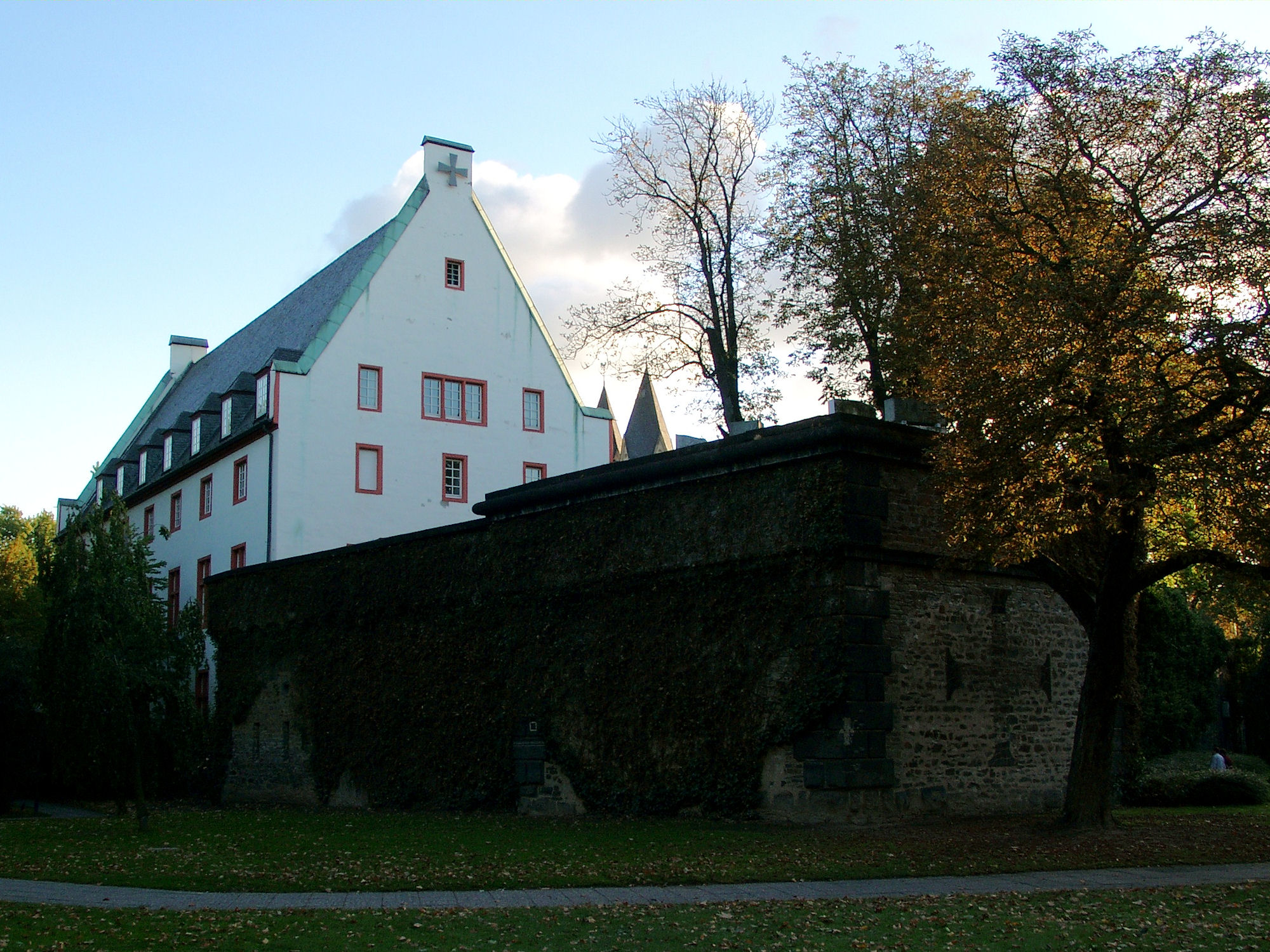
Hôtel de l'ordre teutonique (Coblence)

En 1328, le pape Jean XXII nomma Berthold de Bucheck au siège de Strasbourg, six mois après être devenu évêque de Spire. Il demanda à l’archevêque de Mayence de protéger ses droits.

De son côté, le Grand-Chapitre, surtout composé de nobles, hommes d’église, qui s’étaient hissés à ce rang, grâce à leur fortune, avait élu son prévôt Gebhard de Fribourg.
Devenu Grand Commandeur de l’Ordre des Chevaliers Teutoniques, pour le bailliage de Souabe-Alsace-Bourgogne, Berthold disposait d’une puissance financière et militaire considérable, susceptible d’en imposer, à la fois, au Magistrat de Strasbourg et à son Grand-Chapitre. 
De ce fait, il réussit à faire annuler, par celui-ci, l’élection de son compétiteur et à faire approuver sa propre candidature.
Le 11 décembre 1328, il faisait son entrée dans la ville, avec six cents chevaliers teutoniques.
 
En vue de rétablir la discipline ecclésiastique, il combattit énergiquement l’esprit du monde, dans le clergé. Il convoqua un synode diocésain, et décréta que tous les clercs bénéficiaires devaient se faire ordonner, avant d’exercer leur ministère.

Cette mesure lui valut l’opposition farouche du Grand-Chapitre, dont un des membres, Conrad de Kirkel, qui avait pourtant argumenté en faveur de Berthold, quand le chapitre cathédral avait élu Gebhard de Fribourg, en vint à faire enlever l’évêque par des hommes d’armes.
Berthold fut ainsi emprisonné durant seize semaines, d’abord au château de Waldeck, proche de Sarreguemines, et possession des seigneurs de Kirkel-Saarwerden, puis dans celui de Kirkel, proche de Deux-Ponts, dans le Palatinat. Il ne fut libéré que contre rançon.
Le pape dut intervenir pour casser la capitulation que le Grand Chapitre lui avait imposée.

C’est sous l’épiscopat de Berthold que la peste noire, venant de Suisse, ravagea tout le pays, de Bâle à Wissembourg, progressant inexorablement vers le nord, tout au long de l’année 1349. On admet qu’elle faucha environ le tiers de la population.

Ayant d'énormes dettes envers les Juifs, il participa activement au massacre de la Saint-Valentin en 1349, lors de l'assassinat barbare de près de 2 000 Juifs, brulés vifs dans leur propre cimetière.
En 1340, il édifia une chapelle dédiée à sainte Catherine, dans le bas côté sud de la cathédrale Notre-Dame de Strasbourg, qu’il se destinait comme lieu de sépulture. Sainte Élisabeth de Hongrie, très vénérée par l’Ordre Teutonique, figure sur un vitrail. Les armes de l’évêque sont représentées sur un linteau au-dessus d’une porte et aussi sur un vitrail.
L’évêque Berthold mourut à Molsheim, le 24 novembre 1353, peu après avoir reçu la visite de l’empereur Charles IV de Luxembourg (1316-1378).